# Wiedemannia pseudovaillanti
Wiedemannia pseudovaillanti är en tvåvingeart som beskrevs av Joost 1981. Wiedemannia pseudovaillanti ingår i släktet Wiedemannia och familjen dansflugor. Inga underarter finns listade i Catalogue of Life.